# Ликино (Московская область)
Ликино — деревня в Одинцовском городском округе на западе Московской области.

## Название
Название восходит к неканоническому личному имени Лик/Лика, являющемуся производным от канонических имен Гликерий, Поликарп, Фелиция и др.

## История
В конце XVIII века Ликино отмечается в составе «экономической» Нахабинской волости. Тогда в деревне было 22 двора, а население составляли 77 мужчин и 89 женщин.
Указатель К. Нистрема 1852 года отмечает, что деревня Ликина состояла в ведомстве государственных имуществ. Население тогда составляли 84 мужчины и 118 женщин.
В 1926 году по данным переписи здесь было уже 77 хозяйств, 409 жителей, школа первой ступени. В последующие десятилетия деревня активно развивалась, были построены пяти- и девятиэтажные жилые дома, школа, магазин.
Перепись 1989 года зафиксировала 341 хозяйство и 1225 человек постоянного населения.
В 1994—2006 годах — центр Ликинского сельского округа.
В 2005—2019 гг. Ликино входило в состав сельского поселения Жаворонковское.
С 2019 года относится к Одинцовскому городскому округу в связи с преобразованием Одинцовского муниципального района и упразднением всех ранее входивших в него поселений.

## География
Деревня Ликино расположена в 33 км к западу от центра Москвы и в 10 км к юго-западу от центра Одинцова, на Минском шоссе. С запада к Ликину примыкает село Жаворонки, с севера — деревня Щедрино, с юга — деревня Ямищево. Ближайшие крупные населенные пункты: поселение Кокошкино Новомосковского административного округа Москвы (4 км на юго-восток), город Краснознаменск (7 км на юго-запад), село Перхушково (2 км на север) и в непосредственной близости село Жаворонки

## Население
| 2002 | 2006  | 2010  |
| ---- | ----- | ----- |
| 1649 | →1649 | ↘1621 |

## Экономика
В южной части деревни, на территории бывшей птицефабрики, расположена крупная промышленная зона — так называемый промышленный парк. На его территории ведётся производство строительных материалов, мебели, электрощитового оборудования и др. Также в деревне имеются предприятия по производству кованых изделий, тротуарной плитки. Кроме того, в деревне находится центр аренды и обслуживания строительной техники и оборудования. Действуют центр оптовой торговли METRO Cash & Carry, ресторан быстрого питания КФС. Имеются предприятия розничной торговли, общественного питания и бытового обслуживания населения.

## Транспорт
Жилая часть деревни расположена к северу от 36-го километра автодороги M1 «Беларусь» (Минского шоссе).
Автобусные маршруты связывают Ликино с городами Москва, Одинцово, Краснознаменск, Можайск, Кубинка, Голицыно, Верея, посёлками городского типа Лесной Городок, Новоивановское, а также селом Жаворонки, где находится одноимённая пассажирская железнодорожная платформа.

## Архитектура
Основная застройка Ликино представлена частными домами и дачами. В северной части деревни расположены многоквартирные дома высотой до девяти этажей.

## Достопримечательности
На территории деревни находится могила неизвестного солдата и Памятник погибшим односельчанам — мемориальные плиты с именами погибших земляков деревень Ликино и Щедрино. Памятник установлен 9 мая 1949 г.  Автор могилы неизвестного солдата — житель деревни Ликино, Алексей Михайлович, обнаруживший в начале 60-х годов прошлого века могилу солдата-сапера, подорвавшегося при разминировании поля. Алексей Михайлович обнес могилку деревянным забором и посадил березу возле. Затем деревянную ограду заменили на металлическую, которую сделал отец Елены Каратеевой (местной жительницы, повествующей историю создания памятника — прим. ред) — Трофимов Сергей Николаевич. 
Цитата Е. Каратеевой: "Мы, ученики 8-летней Щедринской школы возлагали цветы 9 мая в день Победы. Потом, после 72 года ограду расширили, сделали памятник всем погибшим в ВОВ жителям обеих деревень. А берёзка стала огромным деревом!"

## Образование
В деревне имеется Ликинская среднеобразовательная школа и Детский сад № 53.